# Чавдар (компания)
Чавдар — болгарский производитель автобусов и троллейбусов. Автобусы этой марки выпускались на заводе в городе Ботевграде.

## История

### 1924 - 1947
В 1921 году в Ботевграде была открыта слесарно-тележная мастерская (в которой работали четверо рабочих).
В 1924 году мастерские были расширены, в этом же году здесь был изготовлен первый автобусный кузов. Владельцем предприятия в это время был Рачо Джамбов (1894—1983). За период с 1927 по 1947 годы предприятием было произведено около 200 автобусов на шасси Ford, Mercedes-Benz и Dodge.

### 1947 - 1990
В конце 1947 года предприятие было национализировано.
1 мая 1948 года на заводе был изготовлен первый сдвоенный автобус на шасси "шкода".
Завод стал специализированным производителем автобусов на шасси "шкода", ЗИС-150 и ГАЗ-51, большинство выпущенных машин использовались в Болгарии, некоторое количество было поставлено на экспорт.
В 1962 году началось серийное производство автобусов М-65 и М-66.
С 1968 года началось расширение и модернизация производства для освоения новых моделей 11-метровых бескапотных автобусов на шасси "шкода", разработанных софийским Научно-исследовательским и проектно-конструкторским институтом по двигателям и автомобилям: 25-местного городского "М-80" и 37-местного "М-81".
В 1971 году завод выпустил 650 автобусов.
В 1975 году завод изготовил пробную партию автобусов с несущим кузовом.
С 1975 года завод выпускал две модели автобусов: 31-местный городской "11Г5" и 44-местный междугородный "11М3" (кузова которых изготавливали по лицензии западногерманской фирмы Кесборер, а шасси и двигатель были взяты от Шкоды 706 RTO).
В 1977 году начался выпуск автобуса 11М4.
В 1979 году завод разработал 13-местный автобус малого класса "5ГБ" (с двигателем и коробкой передач от "волги").
С 1984 года начата лицензионная сборка городских автобусов австрийской фирмы Steyr. Междугородные автобусы Чавдар-11М4 в семидесятые-восьмидесятые годы получили широкое распространение по всей территории стран СЭВ, в том числе и в СССР. Городские одиночные и сочленённые автобусы по-прежнему производились в основном для нужд Болгарии, однако в 1992—1995 году небольшая партия сочленённых машин модели 14-20 была закуплена для транспортных предприятий Башкортостана.

### После 1990 года
Производство автобусов в Ботевграде было завершено в 1999 году, компания была выкуплена болгарским авторемонтным предприятием «Кента», расположенным в городе Омуртаг.

## Продукция

### Городские автобусы
Чавдар-141, Чавдар 13-20

### Городские троллейбусы
DAC-Chavdar 317ETR